# Heterostegane flavidior
Heterostegane flavidior là một loài bướm đêm trong họ Geometridae.